# 윤부자
윤부자는 대한민국의 탁구 선수였다. 1960년 인도 봄베이 아시아 선수권대회에서 이정희, 황율자, 최경자와 단체 은메달을 획득하였다.

## 참고
1. ↑  “團體戰 終了 亞洲卓球우리팀 女二位·男三位”. 경향신문. 1960년 12월 14일.
2. ↑  “오늘壯途에「亞洲卓球戰」出戰選手들”. 동아일보. 1960년 12월 8일.